# Corycaeidae
Corycaeidae är en familj av kräftdjur. Corycaeidae ingår i ordningen Poecilostomatoida, klassen Maxillopoda, fylumet leddjur och riket djur. Enligt Catalogue of Life omfattar familjen Corycaeidae 39 arter. 
Kladogram enligt Catalogue of Life och Dyntaxa:
| Corycaeidae | \| \| Corycaeus \| \| \| \| \| \| Farranula \| \| \| \| |
|             | \| \| Corycaeus \| \| \| \| \| \| Farranula \| \| \| \| |
|             | Corycaeus                                               |
|             |                                                         |
|             | Farranula                                               |
|             |                                                         |

## Bildgalleri

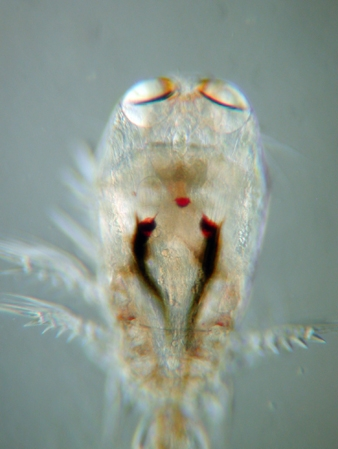
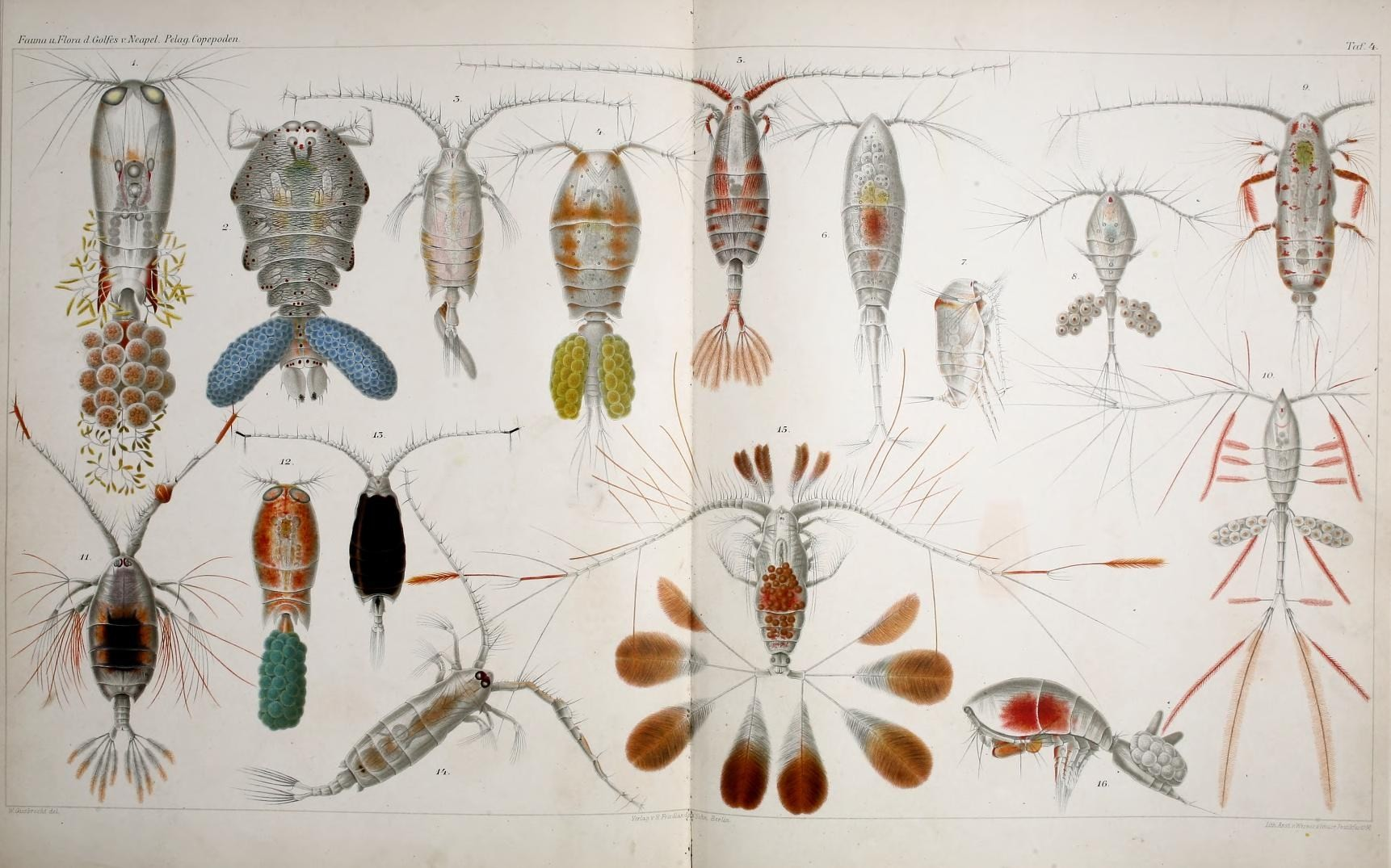
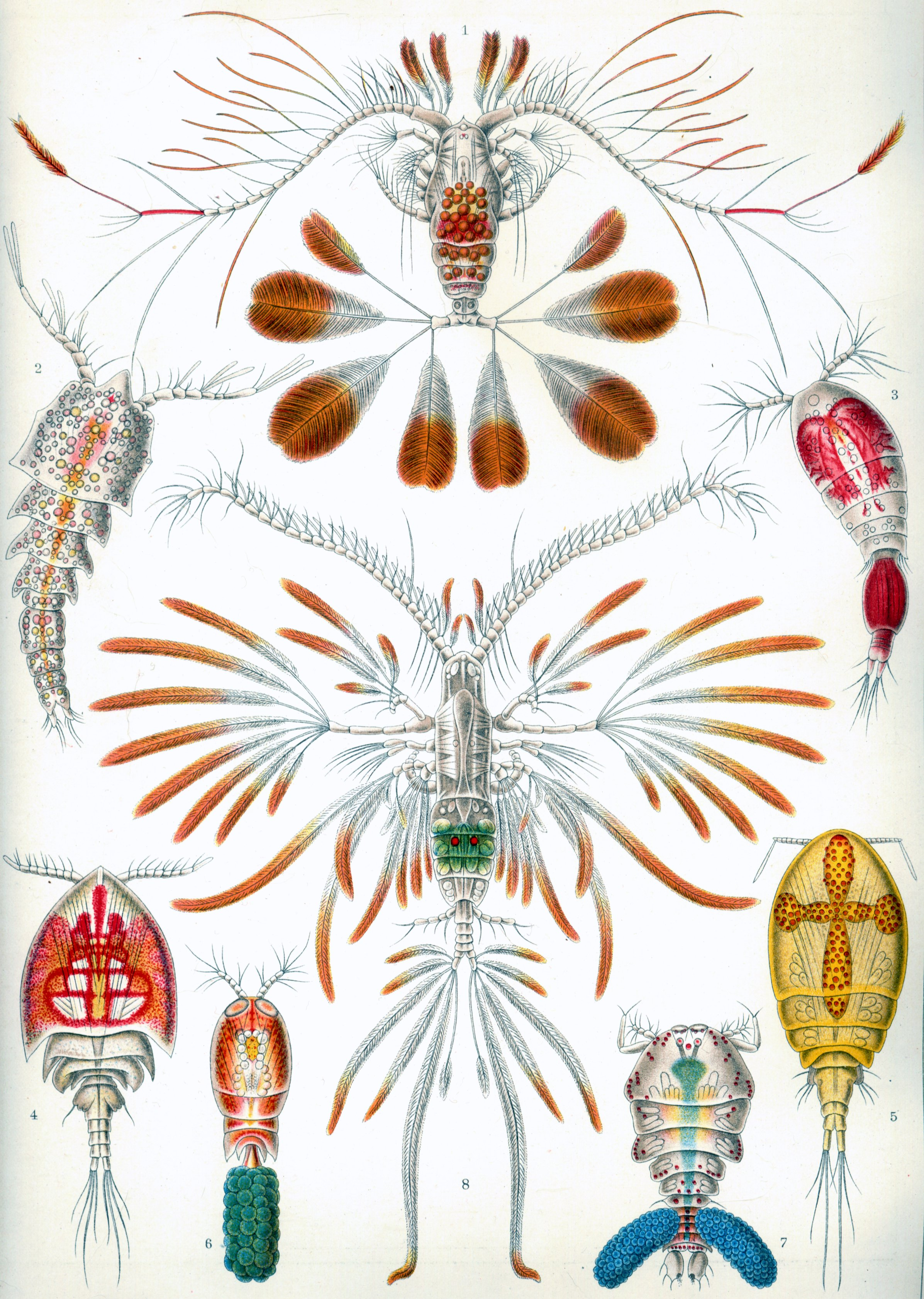